# Chaerephon bregullae
Chaerephon bregullae es una especie de murciélago de la familia Molossidae.

## Distribución geográfica
Se encuentra en Fiyi y Vanuatu; existió en Tonga hasta la llegada de los primeros humanos.